# Escola de samba
Una escola de samba, també coneguda com agremiació (escola de samba i agremiação, en portuguès brasiler), és un tipus d'associació de caràcter popular que es caracteritza per cantar i ballar samba, quasi sempre en competicions entres diverses escoles. Aquestes associacions, originàries de la ciutat de Rio de Janeiro, actuen en espectacles públics en un format de seguici, on es representa una trama al so d'un samba-enredo, acompanyats d'una bateria de percussionistes. Els seus components — que poden tractar-se des d'un centenar fins a milers de persones — porten disfresses al·lusives a la temàtica proposada en la trama, la majoria desfilen a peu i una minoria en carrosses guarnides amb escultures de paper maixé, a més d'altres accessoris.

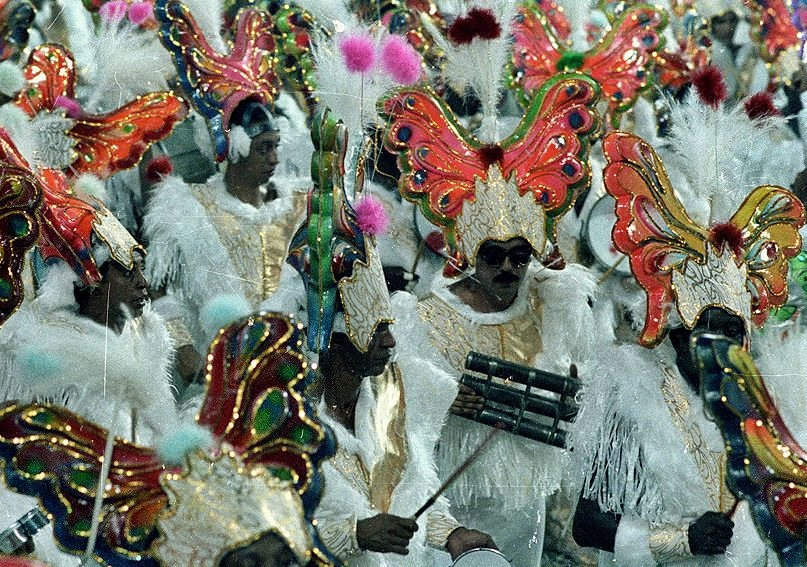
Bateria de l'escola Estácio de Sá (Rio de Janeiro), 1990.

Les escoles de samba més conegudes són les de Rio de Janeiro i la seva regió metropolitana, que desfilen al Sambòdrom Marquès de Sapucaí, i les de São Paulo, que desfilen al Sambòdrom Anhembi. Aquestes escoles fan un espectacle sumptuós, que atrau turistes d'arreu. Tanmateix, hi ha escoles de samba a gairebé tots els estats brasilers i en molts països del món. Es consideren un dels principals, si no el més important, dels events que conformen les festes de Carnaval al Brasil. Amb el pas dels anys, les actuacions de les escoles de samba han guanyat major capacitat escènica, incorporant dramatitzacions o coreografies teatrals.
Bona part de les escoles de samba, especialment les de Rio de Janeiro, tenen en el seu nom l'expressió Grêmio Recreativo Escola de Samba (representada per les sigles GRES) abans del propi nom. A São Paulo també és habitual la seva derivació Grêmio Recreativo Cultural e Escola de Samba. Aquesta homologació en la nomenclatura de les entitats va aparèixer l'any 1935, quan les associacions de carnaval carioca es van veure obligades a obtenir una llicència de la Comissaria de Duanes i Espectacles per poder desfilar. El delegat titular, Dulcídio Gonçalves, va decidir donar un aspecte més organitzat a les cercaviles d'escoles de samba, denegant la llicència d'associacions amb noms considerats estranys.
El funcionament de les escoles de samba es considera una activitat comunitària. Molt més enllà d'un grup musical i ball, les escoles s'han convertit sovint en associacions de veïns. Les desfilades acostumen a tractar temes de caràcter social, desigualtat econòmica, racisme o empoderament femení; també aborden aspectes de la cultura afro-brasilera o reten homenatge a personalitats de la cultura brasilera.

## Història

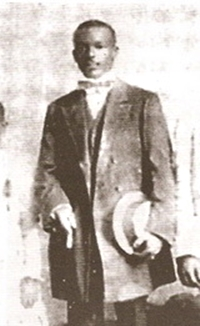
Hilário Jovino Ferreira.

L'aparició de les escoles de samba va lligada a la història del propi carnaval carioca, així com a la creació de la samba moderna, tenint com a precursor el rancho de carnaval. El Rei de Ouros, creat l'any 1893 pel nordestí Hilário Jovino Ferreira, va ser el primer rancho. Va presentar novetats com l'argument (enredo), personatges com la parella del mestre-sala i la porta-bandeira o l'ús d'instruments de corda i vent. L'any 1928, els sambistes del barri d'Estácio van fundar l'agremiació Deixa Falar, marcant les directrius de les actuals escoles de samba. Entre ells s'hi trobava Ismael Silva, en la seva idea de crear un grup de carnaval diferent, que pogués ballar i evolucionar al so de la samba.
El primer concurs d'escoles de samba tingué lloc el gener de 1929. Fou celebrat en la casa de l'escriptor i músic Zé Espinguela, amb victòria pel Conjunto Oswaldo Cruz, actual GRES Portela. En la competició van participar també la Deixa Falar i l'escola de Mangueira. Es considera que aquest és el naixement de la tradició de les escoles de samba i els concursos.
Tanmateix, entre 1930 i 1932, les escoles eren considerades com una variació dels blocs de carnaval, fins que l'any 1932 el diari Mundo Sportivo, propietat del periodista pernambucà Mário Filho, va decidir organitzar la primera Desfilada d'Escoles de Samba a la Plaça Onze. En aquella època, el diari travessava una crisi causada per la pèrdua de lectors. Un dels membres de la plantilla, Carlos Pimentel, molt vinculat al món de la samba, va tenir la idea de promoure un concurs d'escoles i fer-ne la cobertura.
Hi van participar 19 escoles, convidades pel Mundo Sportivo. El diari va establir diverses normes i criteris per jutjar l'actuació de les concursants. Les desfilades havien de tenir un mínim de cent integrants, havien de presentar la tradicional Ala das Baianas, presentar sambes inèdites i els instruments de vent eren vetats.

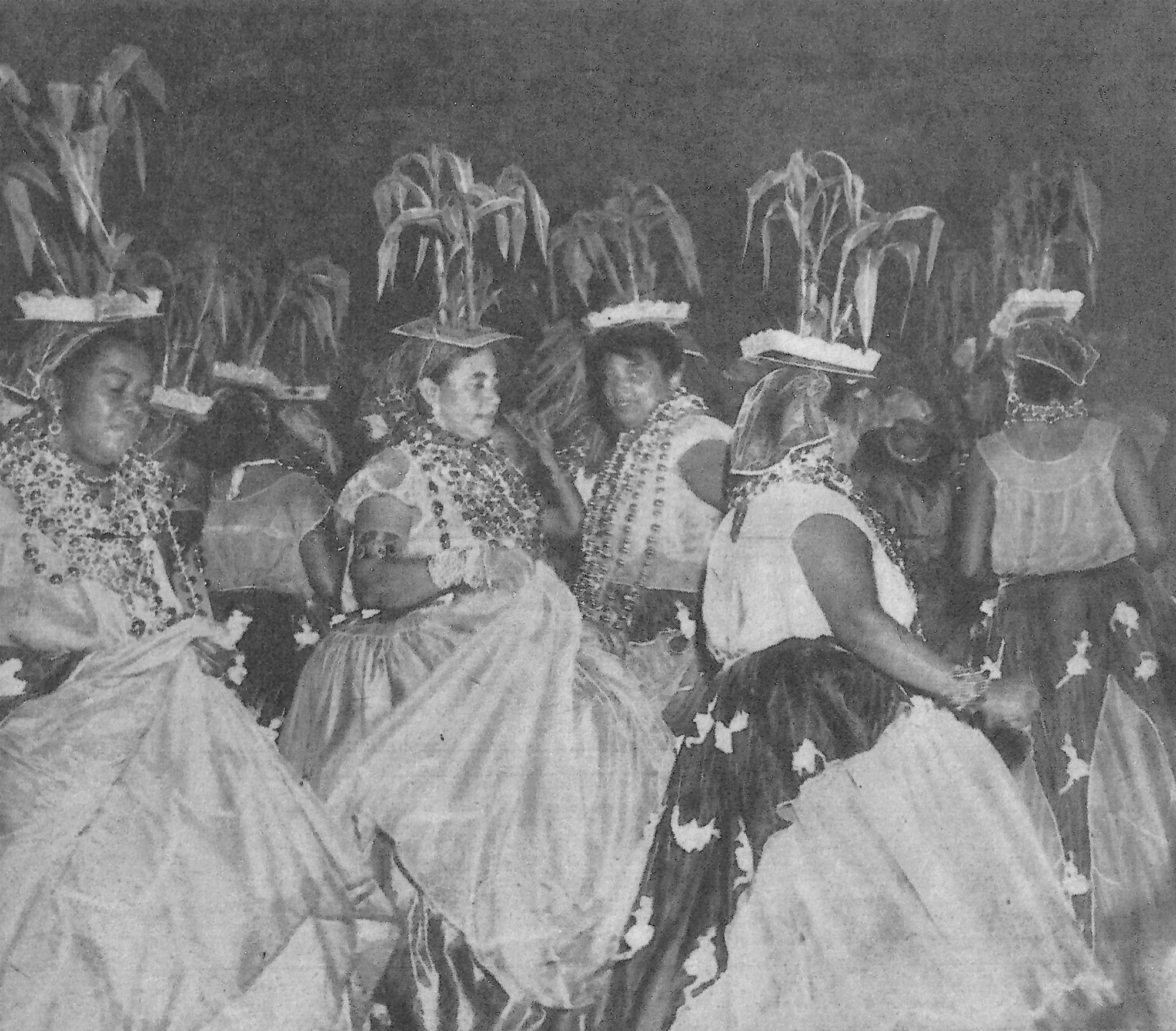
Baianas de la GRES Aprendizes de Lucas (1953).

L'escola guanyadora va ser la [[[GRES Estação Primeira de Mangueira|Mangueira]], mentre que la segona classificada va ser l'Oswaldo Cruz. L'èxit va garantir l'oficialització del certamen, que va romandre a la Plaça Onze fins al 1941. Amb el temps, les escoles de samba van anar incorporant moltes de les característiques que ja formaven part dels ranchos, com l'enredo, la parella de mestre-sala i porta-bandeira i la comissió davantera; elements que havien sigut rebutjats inicialment per Ismael Silva. Altres incorporacions, gràcies a les innovacions de la Deixa Falar, van ser el propi gènere musical (samba moderna), el fet de desfilar ballant (sambar) o la supressió definitiva dels vents metall, que provenien de les marchinhes de començaments de segle xx.
Amb l'ascens l'any 1930 del dictador Getúlio Vargas i la fundació de la União Geral das Escolas de Samba, el 1934 —tot i que la marginació de la samba va persistir durant un temps— les escoles de samba van començar a expandir-se i a guanyar importància dins del carnaval de Rio, rellevant els ranchos i les societats carnavalesques. Les noves agremiacions van rebre el recolzament del batlle de Rio, el recifenc Pedro Ernesto. Va ser primer polític en donar suport econòmic al Carnaval, dins d'un projecte que pretenia transformar la capital en una potència turística i que va dur a reconèixer i oficialitzar les desfilades el 1935.
Les escoles de samba no van trigar gaire a expandir-se també a altres estats, amb la fundació el 1935 de la Primeira de São Paulo, la degana paulista. No obstant, les competicions oficials d'Escoles de Samba a São Paulo no van començar fins a l'any 1950, amb el triomf de l'escola Lavapés. A principis dels anys 60, amb la decadència dels cordões de carnaval de la ciutat, alguns d'aquests grups, com Vai-Vai i Camisa Verde e Branco, es van convertir en escoles de samba.
El 1952, a causa del gran nombre d'escoles que havien de participar en el concurs carioca, les escoles es dividiren en dues categories (Grup 1 i Grup 2) i s'establí un sistema d'ascensos i descensos en funció de la classificació. Aquell any, però, una pluja torrencial va provocar la cancel·lació de la desfilada del Grup 1, privant al públic de veure l'actuació de les escoles punteres. En l'actualitat, hi ha 5 divisions: el Grup Especial és la categoria principal i la resta d'escoles formen els diversos Grups d'Accés.

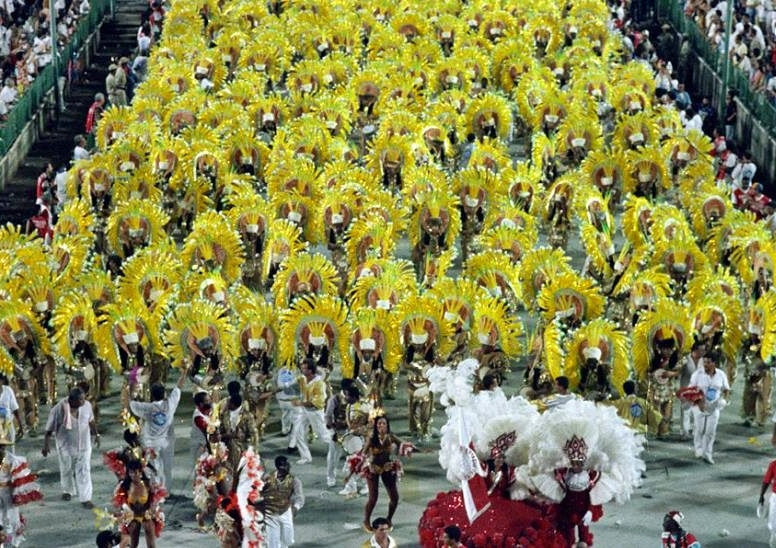
Desfilada de la GRES Estácio de Sá al Sambòdrom de Rio, 1991.

L'any 1984, a Rio de Janeiro, durant l'etapa del governador Leonel Brizola, es va crear el Sambòdrom Marquès de Sapucaí, espai definitiu per a la presentació de les escoles de samba. Degut a l'èxit assolit pel nou recinte, São Paulo replica el projecte, deixant-lo també en les mans d'Oscar Niemeyer, qui construeix el Sambòdrom d'Anhembi el 1993.
Avui, moltes altres ciutats del país també tenen els seus sambòdroms, entre elles Manaus - que l'any 1993 va veure com la seva desfilada era retransmesa per la Rede Manchete per a tota la nació -; Porto Alegre amb el Complex Cultural Porto Seco, Vitória amb el Sambão do Povo o Florianópolis, amb la Passarela Nego Quirido.

## Localització de les escoles
La pràctica totalitat de les agremiacions tenen caràcter local, en gran part provinent de comunitats d'extrarradi, suburbis o favelas. Les escoles de samba representen a aquests barris en competicions que acostumen a ser a nivell municipal, disputant-se el títol a la millor escola de l'any. No obstant, alguns concursos admeten escoles d'altres poblacions si demostren un bon nivell per competir. És el cas de les GRES Viradouro, Beija-Flor o Unidos da Ponte, que provenen de la Regió Metropolitana de Rio; o les escoles santistes X-9 o Brasil, que han participat i guanyat el concurs de São Paulo.

### Barraques

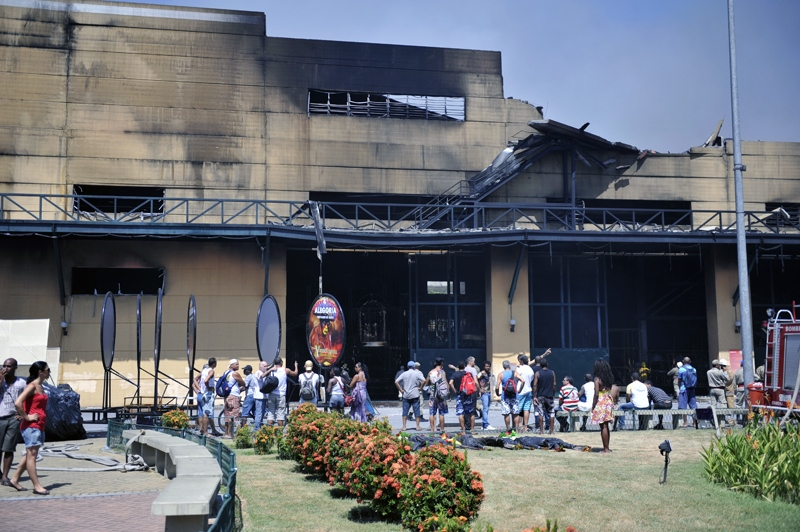
Desperfectes a la Ciutat del Samba després de l'incendi de 2011.

A la ciutat de Rio, les escoles que formen part del Grup Especial comparteixen un espai comú per preparar les disfresses i la decoració de les carrosses. Antigament se situaven en naus industrials abandonades de la zona portuària, en força mal estat. L'any 2005 va ser inaugurada la Ciutat del Samba Joãosinho Trinta, al barri de Gamboa. Té 14 barraques, dotze per les escoles que competiran en primera divisió i dues més per l'organització (LIESA).
L'any 2011, aquestes instal·lacions van patir un incendi a falta d'un mes pel concurs. Si bé no es van lamentar pèrdues humanes, les agremiacions de Grande Rio, União da Ilha i Portela van veure com el seu treball havia quedat greument malmès. La direcció del concurs va decidir deixar-les participar en la desfilada sense rebre puntuació, per la qual cosa no van haver-se de preocupar pel descens.
La ciutat de São Paulo va iniciar la construcció d'un recinte similar, la Fábrica dos Sonhos. Si bé s'estimava que l'obra finalitzaria el 2014, no es va completar fins 2022.

## El concurs

### Participants
La rellevància que el concurs d'escoles de samba ha guanyat amb el pas del temps, sobretot a Rio i São Paulo, ha fet que aquestes admetin la participació de persones alienes al barri o comunitat. En ocasions contracten artistes professionals que se situen en els llocs més visibles de la desfilada (a la comissió capdavantera o als podis dels destaques, per exemple). Les escoles menys potents sovint ofereixen la possibilitat de desfilar en les darreres posicions a turistes, previ pagament d'una inscripció (que serveix d'ajuda per pagar totes les despeses de preparar la competició) i amb la condició d'assistir a uns assajos per aprendre's les coreografies i de portar la disfressa al sambòdrom. Algunes carrosses tenen un podi ampli on se situen cantants, actors o socialités convidats per l'escola.

### Components obligatoris
El jurat del concurs valora 9 elements que cap escola pot negligir:

#### Enredo
Cada escola tria la trama, història o enredo que defensarà en el proper concurs amb un any d'antelació. La temàtica és lliure, prevalent els afers socials o locals i els homenatges a personalitats brasileres. Un cop escollit l'enredo, l'escola elabora un guió que servirà de base per crear la música, els balls, les disfresses i les carrosses que seran presentats en la desfilada.

#### Samba-enredo

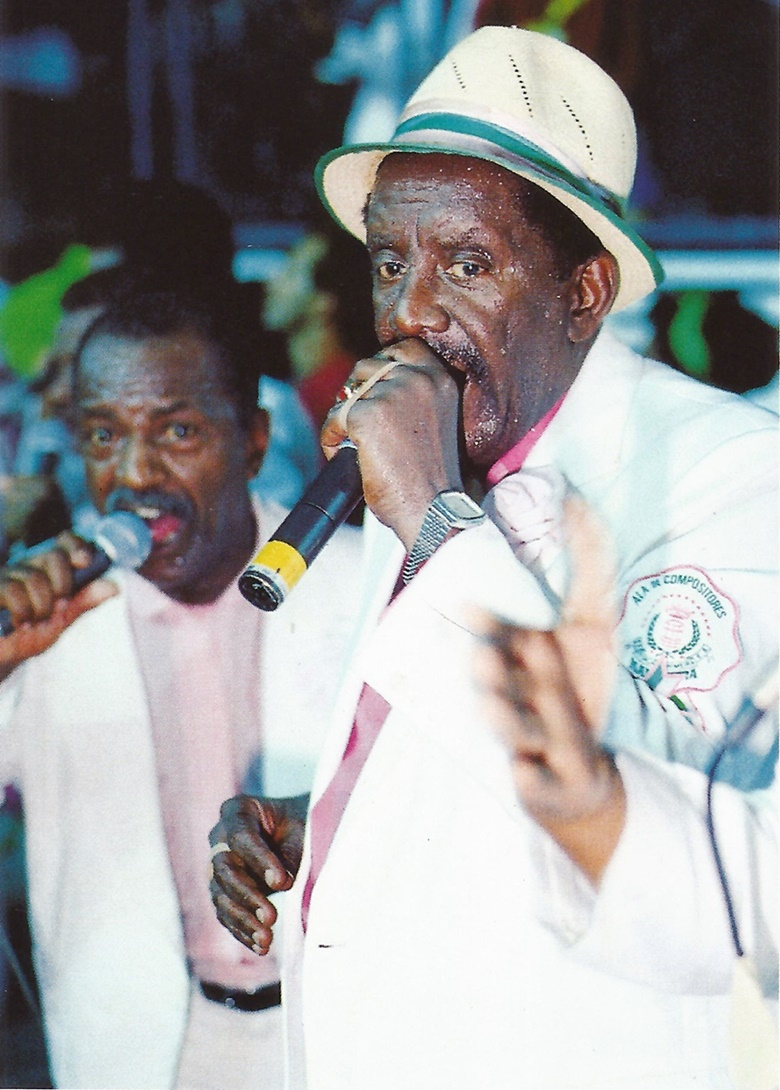
Jamelão el 1990. L'icònic cantant va aconseguir 13 victòries i 21 podis més per la Mangueira.

El samba-enredo (formalment, samba de enredo), és la cançó que acompanya la desfilada. Es tracta d'un subgènere de la samba i explica musicalment l'enredo que l'escola presenta al públic. Cal valorar si la peça, a més d'explicar bé l'argument, té una bona melodia i lletra, amb característiques interessants, musicalment rica i sense defectes lingüístics. Les sambes que no compleixen amb aquestes necessitats, són sovint penalitzades, rebent puntuacions més baixes. També s'avalua si la samba és fàcil d'imprimir i entendre per al públic, i si els components estan cantant harmònicament (també s'avalua en harmonia).
Un cop decidida la història que l'escola haurà de exposar l'any següent, es realitza un concurs intern per decidir la cançó. A vegades s'agafen diversos trossos de diferents propostes per formar el samba-enredo definitiu, que serà cantat per l'intèrpret oficial de l'escola.

#### Carrosses al·legòriques
Es tracta d'uns vehicles motoritzats, plens d'escultures de fusta, plàstic, escuma de poliestirè, entre altres materials; decorats per representar els elements principals de l'enredo. Actualment, les carrosses del Grup Especial del concurs carioca no poden superar els 8,5 metres d'amplada. En canvi, s'ha eliminat la restricció d'alçada, que estava limitada als 9,3 m a causa d'una estructura situada en mig del Sambòdrom i que ja va ser enderrocada.
Dalt de les carrosses se situen alguns membres de l'escola. Per la seva visibilitat, acostuma a tractar-se dels millors ballarins i reben el nom de destaques. Les seves disfresses són molt més vistoses i elaborades que les que porten els integrants que van a peu.
La primera carrossa de la cercavila s'anomena carro abre-alas i el nom de l'escola sol aparèixer al seu frontal, de forma estilitzada. Algunes escoles porten el seu emblema en aquesta primera carrossa. És el cas de la Portela, que incorpora sempre una àguila a l'abre-alas, amb independència de la trama de cada any. Els carros més grans han fet 13 metres d'alçada i 60 de llargada, sent força dificils de dirigir.

#### Comissió capdavantera

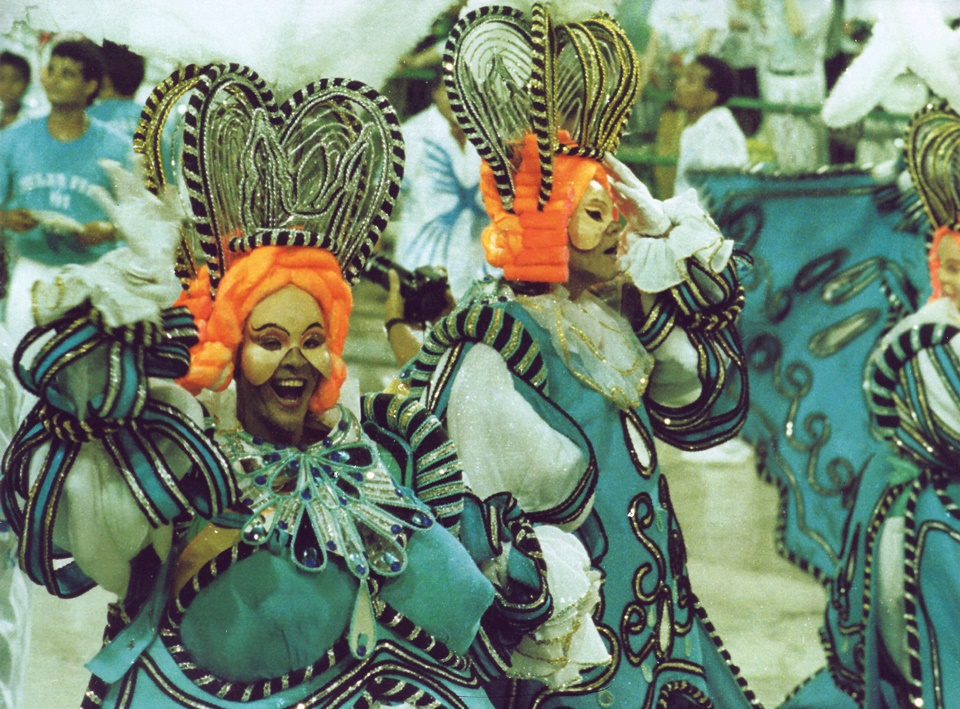
Membres de la Comissão de frente de la GRES Beija-flor (1991).

La Comissão de frente és la primera línia de l'escola, el primer grup de components que desfila, sent aquesta una condició obligatòria per totes les participants en el concurs. Està formada per entre deu i quinze persones que realitzen una coreografia, introduint l'argument de l'enredo. Amb l'excepció de la comissió capdavantera, no hi ha cap altra norma que marqui l'ordre dels altres elements de la desfilada. Aquesta secció ja formava part, i amb el mateix nom, de les sociedades carnavalescas. Posteriorment es van incorporar als ranchos i cordões de carnaval. Funcionen com una mena de mestre de cerimònies de la cercavila, que dona la benvinguda al públic i presenta l'escola.
Les comissions davanteres de les escoles de samba han patit nombrosos canvis al llarg del temps. En els seus primers anys, estaven formats per un grup d'homes, normalment els directors de l'associació, que se situaven per davant de l'escola, amb vestit social i saludant el públic.

La Portela va ser pionera en vestir la comissió capdavantera de manera diferent, amb vestits elegants, fins i tot amb frac i barret de copa, model que aviat va començar a ser copiat per les altres escoles. Això formava part de la política del seu membre més il·lustre, Paulo da Portela, que entenia que els sambistes havien d'anar sempre ben vestits, per tal de desfer la imatge negativa que li donaren les classes altes - els blocos i cordões, predecessors de les escoles, tenien fama de terminar les desfilades en baralles de carrer, ocasionant disturbis.

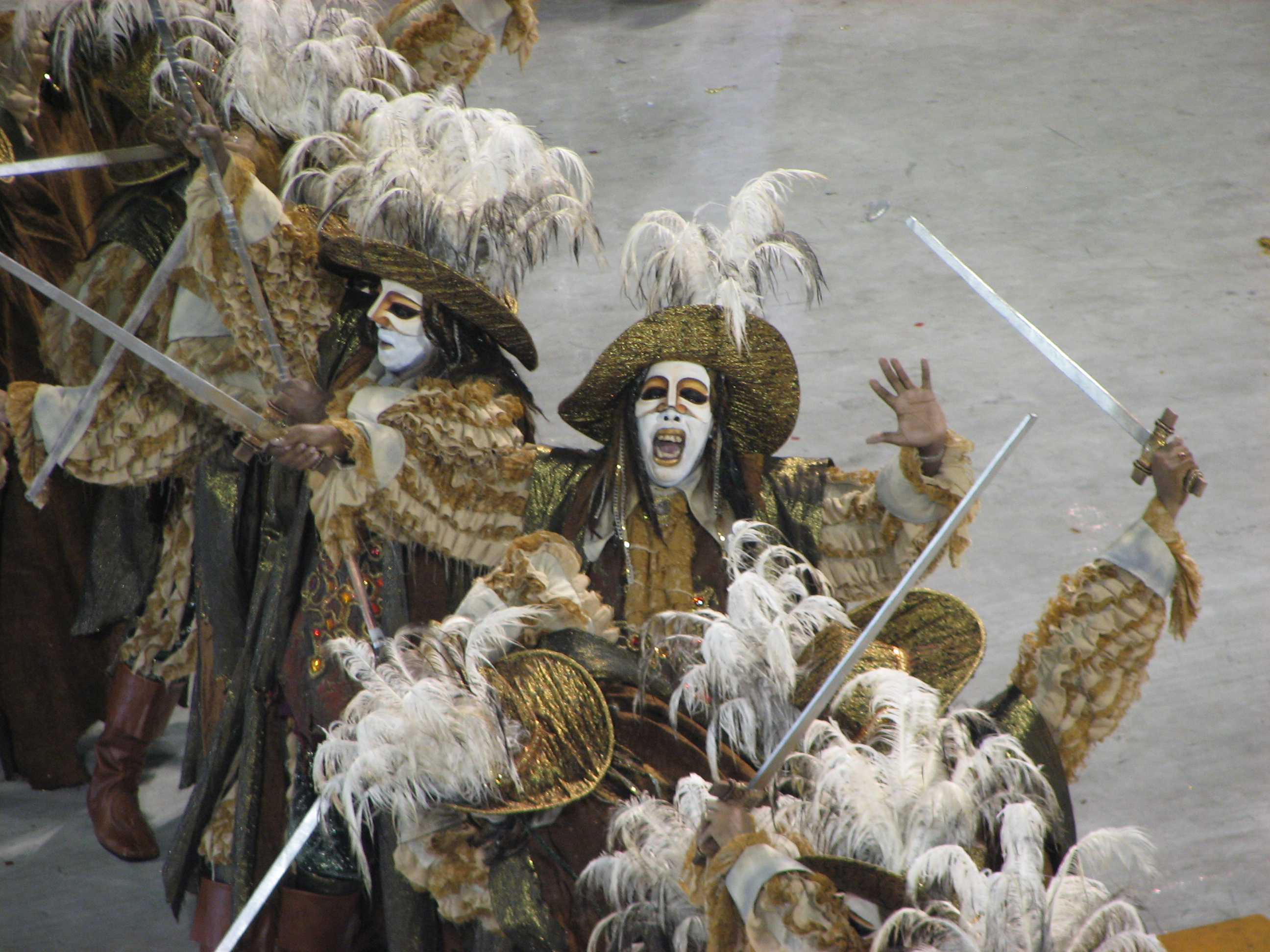
Comissão de frente de la GRES Imperatriz Leopoldinense, 2006.

L'any 1938 la comissió va esdevenir una secció regulada del concurs. Amb l'arribada dels artistes plàstics a les escoles, moltes van canviar de forma, ja que les comissions s'assemblaven massa d'una escola a altra. Per això, la indumentària formal va ser substituïda per disfresses vinculades a la trama, amb passos de ball marcats i composta per ballarins professionals. A finals de la dècada dels setanta, van sorgir comissions formades per dones seminues. Fou un model que es va estendre ràpidament, però la tendència real ha sigut la de mostrar comissions cada cop més ricament vestits, amb moviments coreogràfics més i més elaborats. Ja a finals de la dècada dels noranta, en les comissions hi havia una presència massiva d'artistes de circ i grups de teatre i abundava l'ús d'efectes visuals.

#### Mestre-sala i porta-bandeira
El terme mestre-sala sembla que prové dels balls de carnaval del segle xix, en què hi havia un professional responsable de l'organització del saló anomenat "mestre de sala". De fet, segles enrere, els monarques europeus designaven un noble de la seva màxima confiança que, de per vida, ocupava aquest paper per dirigir les cerimònies importants. Pel que fa al porta-bandeira, el nom era una adaptació natural de l'antic portaestendard, un militar que portava els pesats estendards de l'exèrcit i que els grups carnavalescos van readaptar.
El mestre-sala i la porta-bandeira, en samba, són una parella que desenvolupen un ball diferent al de la resta de components de la desfilada i que ha de presentar el pavelló de l'escola. Les seves robes són una versió carnavalitzada dels vestits de gala típics del segle xviii, és a dir, amb una gran quantitat de colors i guarniments. En un moment de la desfilada, s'aturen davant de la cabina dels jutges per executar el seu ball, on són avaluats. El seu ball té determinades passes tradicionals, obligatòries per totes les escoles. Està prohibit que els dos es donin l'esquena al mateix temps, i errors com deixar caure un barret o relliscar poden provocar la pèrdua de punts.
Des dels anys 90, les escoles del Grup Especial de Rio solen desfilar amb tres o quatre parelles de mestre-sala i porta-bandeira, però només s'avalua la primera d'elles, les altres són decoratives i opcionals. Una d'aquestes acostuma a estar formada per nens o adolescents, anomenant-se casal mirim (parella petita). La senyera que porta la primera porta-bandiera és la bandera oficial de l'escola, amb els colors i embla que la caracteritzen. Altres parelles poden desfilar amb una variant de la bandera oficial o un pavelló temàtic segons l'enredo d'aquell any.

#### Bateria

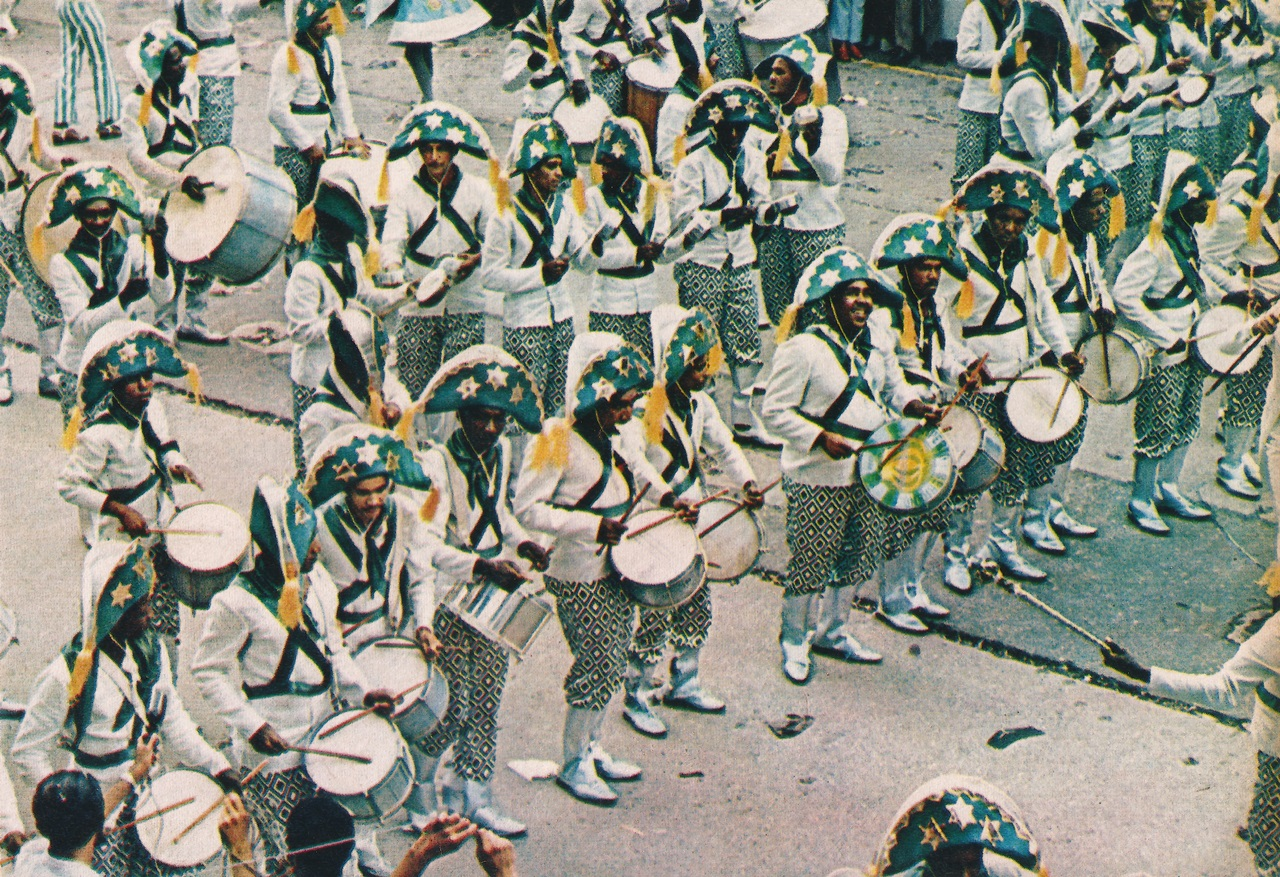
Membres de la bateria de la GRES Império Serrano (1968).

És una mena d'orquestra conformada per instruments de percussió, que ha d'acompanyar el cant i conduir el ritme de la desfilada. Com més ràpid i fort toqui la bateria, més ràpid marxen els membres de l'escola, de manera que hi ha una comunió entre aquest requisit i el de l'Evolució.
Al Grup Especial de Rio, cada escolaporta una mitjana de 250 a 300 instrumentistes. Pel que fa a la bateria, s'ha de valorar «el manteniment i sosteniment regular de la cadència de la bateria d'acord amb el samba-enredo; la perfecta conjugació dels sons que emeten els diferents instruments; la creativitat i la versatilitat».
Els instruments que conformen la secció de bateria de la desfilada són: surdo, caixa, repinique, tamborim, chocalho, agogô, reco-reco i plat.

#### Evolució, harmonia i conjunt
L'Evolução valora la forma en què els integrants han participat de la desfilada: si han ballat, s'han mogut i han estat expressius; si les diferents seccions s'han mogut de manera compassada entre elles o han deixat forats; o si la desfilada ha mantingut un ritme constant, penalitzant els casos en què la cua de l'escola fa un esprint per no sobrepassar el límit de temps. Els participants a peu no tenen l'exigència de saber "sambar" correctament, però si se'ls demana actitud.
La valoració de l'Harmonia ha de jutjar si l'intèrpret principal del samba-enredo va compassat amb tota la resta de participants. Igual que en el requisit anterior, la munió que acompanya les carrosses no han de ser experts cantants, però sí que han d'interpretar la cançó entonada i seguint el ritme adequat.
El Conjunto pretén fer una visió general de tota la actuació i la interacció entre els requisits obligatoris. Aquesta valoració va desaparèixer durant anys, tornant a formar part dels vots l'any 2000. El Grup Especial de Rio va tornar a eliminar-lo el 2015.

### Altres elements

#### Intèrpret principal

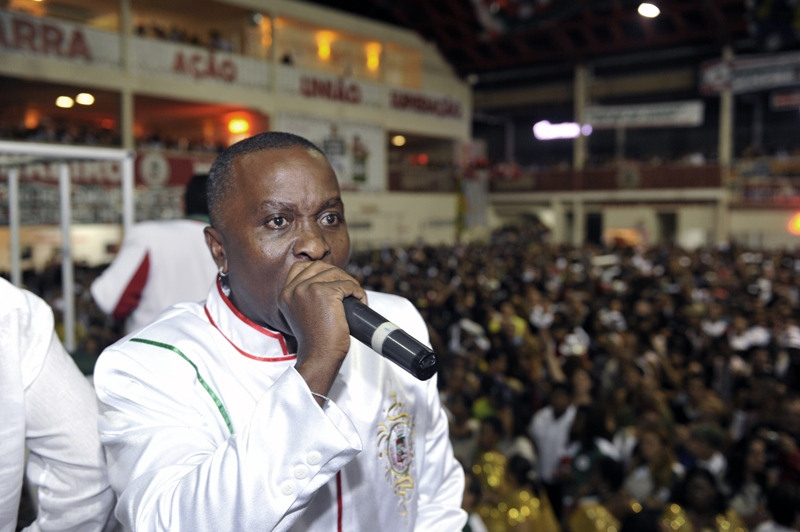
Wantuir ha estat puxador d'Unidos da Tijuca, Império Serrano, Vai-Vai, Grande Rio, Belford Roxo, Estácio i Portela, entre d'altres.

El puxador és la veu principal del samba-enredo durant la desfilada, generalment assistit per un grup de cantants de suport, que desfilen al costat o al damunt del carro de so. La seva veu destaca sobre els altres membres de l'escola, per la qual cosa pot marcar la cadència durant el cant. El terme puxador (estirador) recorda que el samba-enredo és cantat per tota l'escola i que la seva funció és la d'"estirar" o iniciar la cançó, les tornades, etc. El carisma del cantant i l'autoritat sobre la resta de l'agremiació, fa que una de les seves funcions sigui també la d'animar la pròpia escola i el públic.
El cantant més important ha estat Jamelão, que va ser durant més de mig segle la veu de la comunitat de Mangueira i es va retirar amb 93 anys. Jamelão era detractor del terme puxador, que considerava que no donava la suficient importància a la funció que exercia, i preferia el nom "intèrpret de samba-enredo". La fidelitat a una escola és habitual, però tampoc és estrany veure cantants canviant d'agremiació a cop de talonari. En l'actualitat hi ha escoles que tenen un duo de veus conduint la samba.

#### Ala de baianes

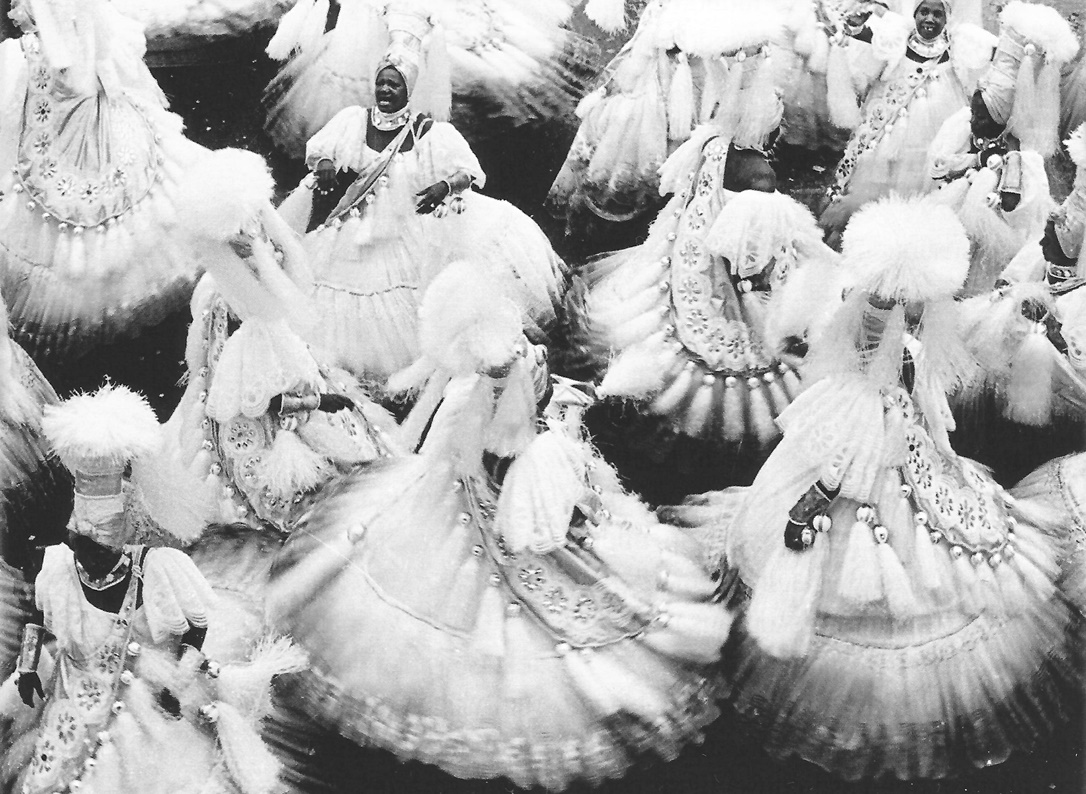
Membres de l'ala de baianas de la GRES Beija-flor, 1978.

L'ala de les baianas es considera una de les més importants d'una escola de samba. Es compon, preferentment, per dones vestides amb roba que remet a les baianes que participaven en els primerencs grups de samba d'inicis del segle xx. La secció de baianes es va incloure en les desfilades a partir dels anys 30 com una forma d'homenatge a les que acollien sambistes a casa seva quan aquest ritme encara era marginal. Tot i que és una secció obligatòria en el concurs, no és un dels requisits puntuables per si sola.
El vestit clàssic és principalment blanc, amb una gran faldilla que voleia quan les baianes giren ballant. Tot i el caràcter habitualment clàssic, algunes escoles han experimentat amb aquesta secció i han adaptat les tradicionals baianes amb vestits de núvia o togues.

#### Integrants de la bateria
Igual que en una orquestra, la secció de bateria té un director o mestre per marcar el ritme durant la desfilada. Donada la importància que té la bateria en el concurs, l'escola designa una comissió que, durant l'any, prendrà per consens les decisions més adients.

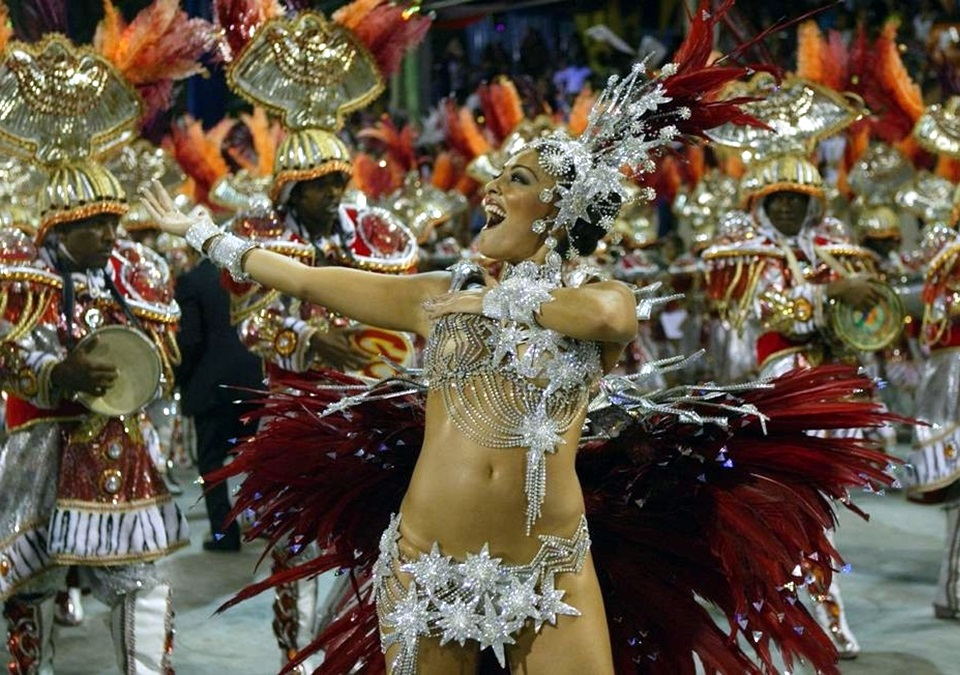
L'actriu Juliana Paes exercint de Rainha da bateria d'Unidos do Viradouro, 2006.

D'ençà els anys setanta, les escoles escull una de les seves millors ballarines per situar-se al capdavant de l'ala de bateries, a peu. Són les anomenades "reines" (Rainha da bateria), una de les figures més emblemàtiques de la desfilada. Alguns noms han passat a la posteritat, com Monique Evans, Luma de Oliveira o Viviane Araújo. En l'actualitat, aquest lloc sovint l'ocupa alguna famosa que, a més de ballar bé, sigui coneguda per la seva afecció envers l'agremiació.
També existeix la figura de la "madrina" (Madrinha da bateria), una figura honorífica, en alguns casos de caràcter vitalici, a qui es reconeix el seu vincle amb l'escola i tota la comunitat.

#### Ala depassistas
Els passistas són un grup d'una cinquantena de ballarins que segueixen la desfilada fora de les posicions de privilegi (destaques, madrina, comissió capdavantera...). Són, gairebé sempre, membres de la comunitat i acompanyen la coreografia animant el públic. Les dones porten disfresses curtes i ajustades, mentre que els homes duen vestits que rememoren els malandros carioques.
Des de 2022, la figura del passista forma part del patrimoni immaterial de l'estat de Rio de Janeiro.

#### Vella Guàrdia

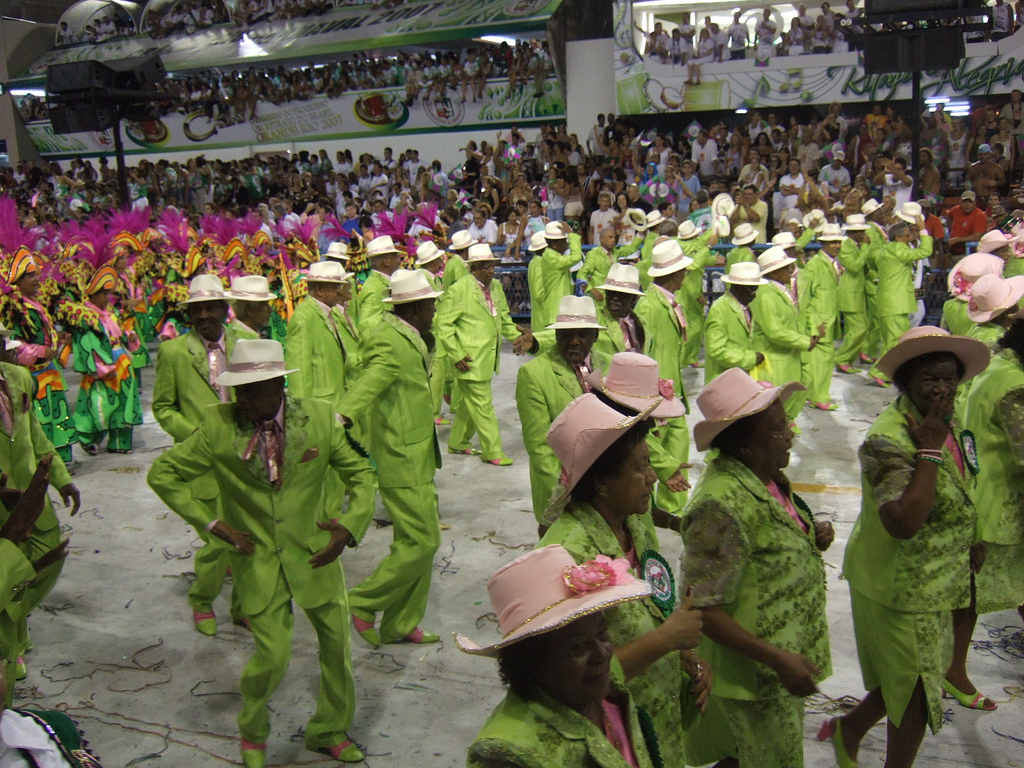
Pas de la Velha Guarda de Mangueira, 2007.

És un petit grup format pels membres més veterans de l'escola, que normalment ja no ocupen cap càrrec oficial. És una secció honorífica, on els seus membres, ja ancians, no porten les mateixes disfresses que la resta de l'escola. Van vestits com els primers sambistes: vestit formal amb detalls del colors de l'agremiació i un barret panamà.

#### Carnavalesco
Seria l'equivalent al director artístic de l'agremiació. És el professional responsable del disseny i desenvolupament de l'enredo que es presentarà en el concurs, així com del disseny, desenvolupament i construcció de les carrosses al·legòriques i dels disseny i confecció de les disfresses dels ballarins. Mentre que la tria de l'enredo és una decisió que acostuma a prendre directament l'escola, alguns carnavalescos de gran prestigi poden proposar també un tema, amb la qual cosa serien els responsables del procés creatiu en la seva totalitat.
De manera similar al que fan les escoles quan nomenen una comissió per dirigir la bateria, també poden ser creades comissions per consensuar les directrius artístiques. Aquesta rep el nom de Comissió de Carnaval i, usualment, també exerceix tasques d'administració (pressupostos, etc.).
Un dels carnavalescos més coneguts fou Joãosinho Trinta, que en el període 1971-1983 va guanyar 3 edicions amb Salgueiro i 5 amb Beija-flor. A més, va dur l'humil escola de Rocinha a assolir tres ascensos consecutius entre 1989 i 1991.

#### Durada

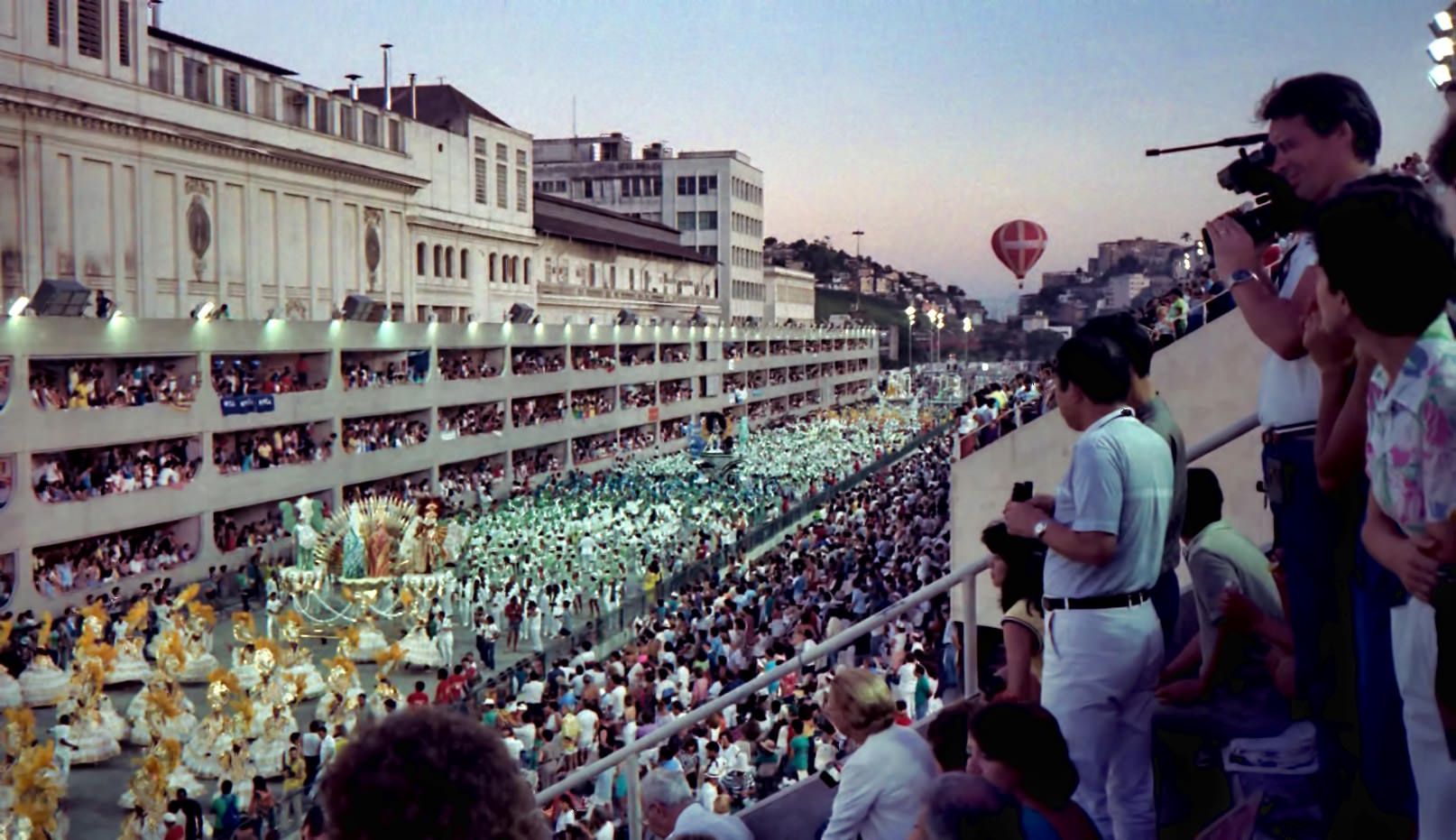
Les desfilades ocupen tot el llarg del sambòdrom. Sapucaí, 1985.

En els concursos més importants, la desfilada de cada escola dura aproximadament una hora, amb variacions d'acord a les regles imposades per l'organització. Al grup especial de Rio, les desfilades duren 75 minuts, mentre que a São Paulo en són 65. Al llarg de la pista hi ha diversos rellotges que permeten a les escoles mesurar el temps d'actuació. El comptador s'encén amb la sortida del primer membre de l'agremiació i s'atura quan es tanquen les portes, darrera de l'últim membre de la comitiva en arribar.
Les escoles esperen el seu torn a la concentració o escalfament (concentração o esquenta), on es preparen per sortir tot just acaba l'actuació de l'escola anterior. Mentre esperen aquesta estona (uns deu minuts), els dirigents xerren amb els seus per passar les últimes instruccions, transmetre missatges de motivació i fer alguna pregària. Per escalfar veus i instruments, es canten enredos clàssics.
Quan una desfilada conclou, el narrador del concurs presenta la que ha de sortir a continuació i l'enredo que interpretarà. Llavors, l'escola canta l'alusivo —un tros petit de la tornada, un parell de versos— i, tot seguit, el puxador (l'intèrpret oficial) fa el seu crit de guerra personal.En aquest moment arrenca la desfilada i el cronòmetre comença a córrer.

### Resultats
En les desfilades, les escoles són avaluades per una comissió de jutges escollida prèviament per l'associació d'escoles. Cada membre del jurat avalua una part concreta de la desfilada: l'enredo, les disfresses, les carrosses, l'actuació del mestre-sala i la porta-bandeira o la de la bateria, per citar algunes. Els vots es desen en sobres lacrats i s'obren al final del concurs, quan totes les escoles han terminat de desfilar. A més dels elements obligatoris que totes les desfilades han de presentar, també hi ha una sèrie de normes obligatòries i el seu incompliment comporta penalitzacions, com ara un límit de temps per desfilar, un nombre mínim de participants, regulacions en la vestimenta, etc.

#### Palmarés
| #  | Escola de samba | Escola de samba | Escola de samba                       | Títols | Anys |
| -- | --------------- | --------------- | ------------------------------------- | ------ | --- |
| 1  |                 |                 | Portela                               | 22     | 1935, 1939, 1941, 1942, 1943, 1944, 1945, 1946, 1947, 1951, 1953, 1957, 1958, 1959, 1960, 1962, 1964, 1966, 1970, 1980, 1984, 2017 |
| 2  |                 |                 | Estação Primeira de Mangueira         | 20     | 1932, 1933, 1934, 1940, 1949, 1950, 1954, 1960, 1961, 1967, 1968, 1973, 1984, 1984, 1986, 1987, 1998, 2002, 2016, 2019             |
| 3  |                 |                 | Beija-Flor de Nilópolis               | 14     | 1976, 1977, 1978, 1980, 1983, 1998, 2003, 2004, 2005, 2007, 2008, 2011, 2015, 2018                                                 |
| 4  |                 |                 | Acadêmicos do Salgueiro               | 9      | 1960, 1963, 1965, 1969, 1971, 1974, 1975, 1993, 2009                                                                               |
| 4  |                 |                 | Império Serrano                       | 9      | 1948, 1949, 1950, 1951, 1955, 1956, 1960, 1972, 1982                                                                               |
| 5  |                 |                 | Imperatriz Leopoldinense              | 8      | 1980, 1981, 1989, 1994, 1995, 1999, 2000, 2001                                                                                     |
| 6  |                 |                 | Mocidade Independente de Padre Miguel | 6      | 1979, 1985, 1990, 1991, 1996, 2017                                                                                                 |
| 7  |                 |                 | Unidos da Tijuca                      | 4      | 1936, 2010, 2012, 2014 |
| 8  |                 |                 | Unidos de Vila Isabel                 | 3      | 1988, 2006, 2013 |
| 9  |                 |                 | Unidos da Capela                      | 2      | 1950, 1960 |
| 9  |                 |                 | Unidos do Viradouro                   | 2      | 1997, 2020 |
| 10 |                 |                 | Acadêmicos do Grande Rio              | 1      | 2022 |
| 10 |                 |                 | Estácio de Sá                         | 1      | 1992 |
| 10 |                 |                 | Prazer da Serrinha                    | 1      | 1950 |
| 10 |                 |                 | Recreio de Ramos                      | 1      | 1934 |
| 10 |                 |                 | Vizinha Faladeira                     | 1      | 1937 |

#### Desfilada de les campiones
Des dels anys vuitanta, les escoles millors classificades del Grup Especial tornen al sambòdrom el cap de setmana posterior al concurs (a São Paulo és la nit de divendres, mentre que a Rio és la nit de dissabte). Es tracta d'una exhibició, sense puntuacions, motiu pel qual els membres de les escoles guanyen naturalitat i a la desfilada es viuen moments divertits. A São Paulo també hi participen les guanyadores del Grup d'Accès.
El desfile das campeãs ha vist com algunes escoles han aprofitat per protestar per la puntuació rebuda en el concurs oficial.